# Ахмед Ясави
Ходжа Ахме́д Ясави́, в народе также известен как Хазре́т Султа́н (1103, Сайрам — 1166, Туркестан) — среднеазиатский философ, исламский проповедник, суфийский поэт. Писал труды на караханидско-уйгурском языке — литературном языке, сложившемся при дворе Караханидов. Автор цикла стихов «Дивани хикмат». Основав школу суфизма и воспитав большое количество последователей сыграл одну из ключевых ролей в распространении ислама среди тюрков Центральной Азии. После смерти, по приказу Амира Тимура, Ахмеду Ясави был воздвигнут мавзолей, который стал почитаемым местом паломничества для части мусульман региона.
Третий халиф тариката Ходжагон, основатель тариката Ясавия.

## Биография
Его биография достоверно неизвестна, однако о нём существует множество легенд. Некоторые позднейшие биографы приписывали тюркское происхождение, однако этому противоречит отсутствие тюркских имён в его родословной и приставка ходжа к его имени, что маркирует его принадлежность к клану ходжей — согласно традиции, потомков миссионеров Ислама с Переднего Востока. Родился в 1103 году в Сайраме на территории современного Казахстана. Его отец шейх Ибрагим умер, когда он был ещё мальчиком, и он был увезён в город Яссы (современный Туркестан). Там его учителем был Арыстан-Баб. Когда его учитель умер, он направился в Бухару и стал учеником Юсуфа Хамадани.
К тому времени, когда он вернулся в Яссы, этот город стал важнейшим центром культуры и учения в степях Дешт-и-Кыпчака. Он решил уйти из мира в 63 года, в возрасте пророка Мухаммеда, заточив себя в келью в подвале до конца своих дней, ибо считал, что никто не может быть выше пророка Мухаммеда и, соответственно, он, как человек преданный учению ислама, не может больше видеть солнце.

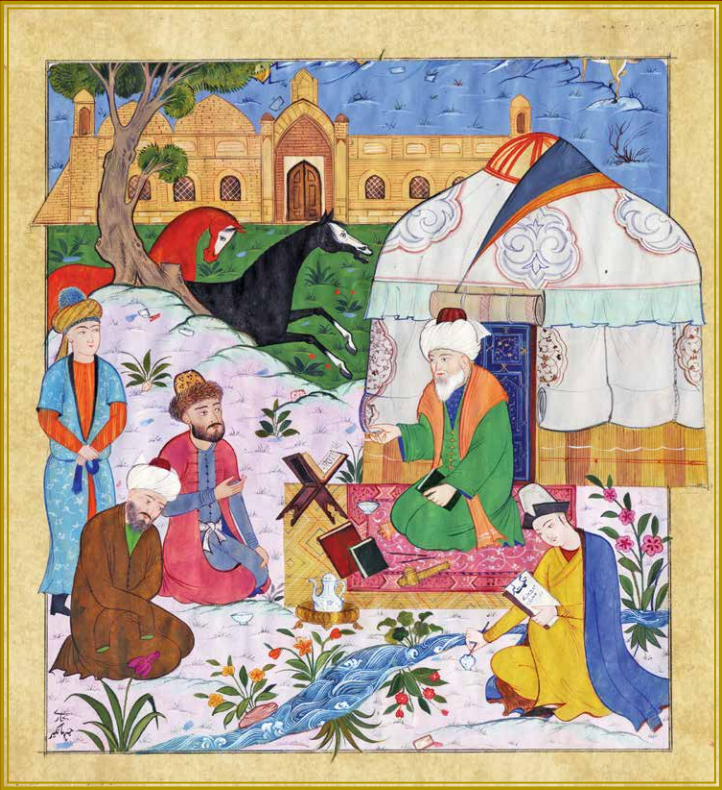
Современная иллюстрация Ахмеда Ясави

Он считается национальным святым всех тюркских народов, населяющих Центральную Азию. Гробница, воздвигнутая на его могиле по указанию Караханидов, была разрушена в ходе монгольских походов. 223 года спустя после его смерти над могилой воздвигнут мавзолей «Хазрет султан» по личному указанию эмира Тимура в качестве признания, а также в качестве политического шага, направленного на укрепление своей позиции среди степняков-кочевников. Строительство мавзолея началось в 1396 году сразу после победоносного похода Тимура против хана Золотой Орды Тохтамыша.
Учение, которое основал Ясави, получило по его имени название тариката Ясавия. Шейхи этой школы занимали почётные позиции при дворе эмиров в Бухаре в XIX веке.

## Легенды Ходжи Ахмеда Ясави

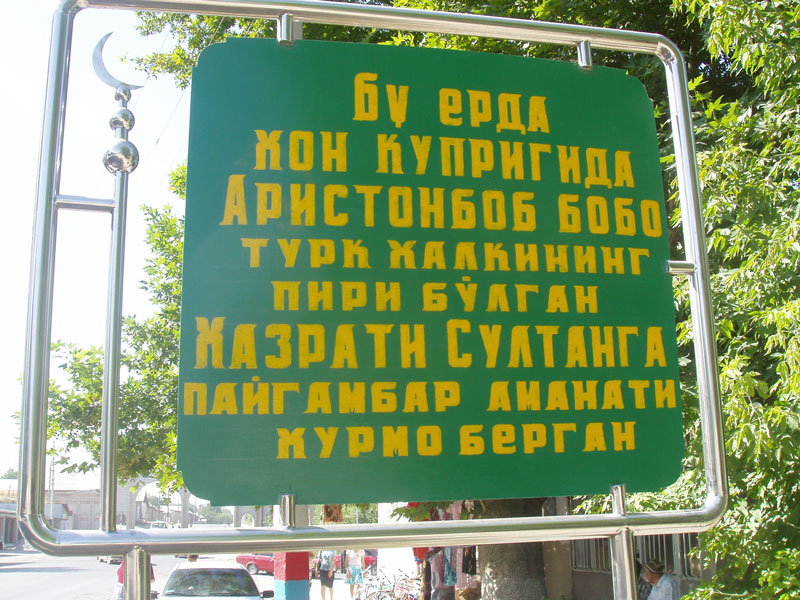
Надпись в Сайраме (узб.):
«Здесь, на Ханском мосту, Арыстан-Баб передал святому тюркского народа Хазрет Султану аманат пророка — хурму»

Предания называют Арыстан-Баба учителем и духовным наставником Ходжи Ахмеда Ясави. Именно Ясави Арыстан-Баб, умирая, передал аманат, заключавшийся в косточке хурмы. По легенде, Арыстан-Баб был сподвижником пророка Мухаммада. Однажды пророк Мухаммад и его сподвижники сидели и ели хурму. Один из плодов все время выпадал из блюда, и пророк услышал откровение: «Эта хурма предназначена для мусульманина Ахмеда, который родится на 400 лет позже Вас». Пророк спросил у своих сподвижников, кто передаст эту хурму будущему хозяину. Никто не вызвался. Пророк повторил свой вопрос, и тогда Арыстан-Баб ответил: «Если Вы у Аллаха выпросите 400 лет жизни, то я передам хурму».
Согласно народным преданиям и письменным источникам («Рисолаи Сарем-Исфижоб» и книга Куприлозада), Арыстан-Баб через 400 лет стал наставником Ходжи Ахмеда Ясави и действительно передал ему косточку хурмы.

## Память
- Мавзолей Ходжи Ахмеда Ясави

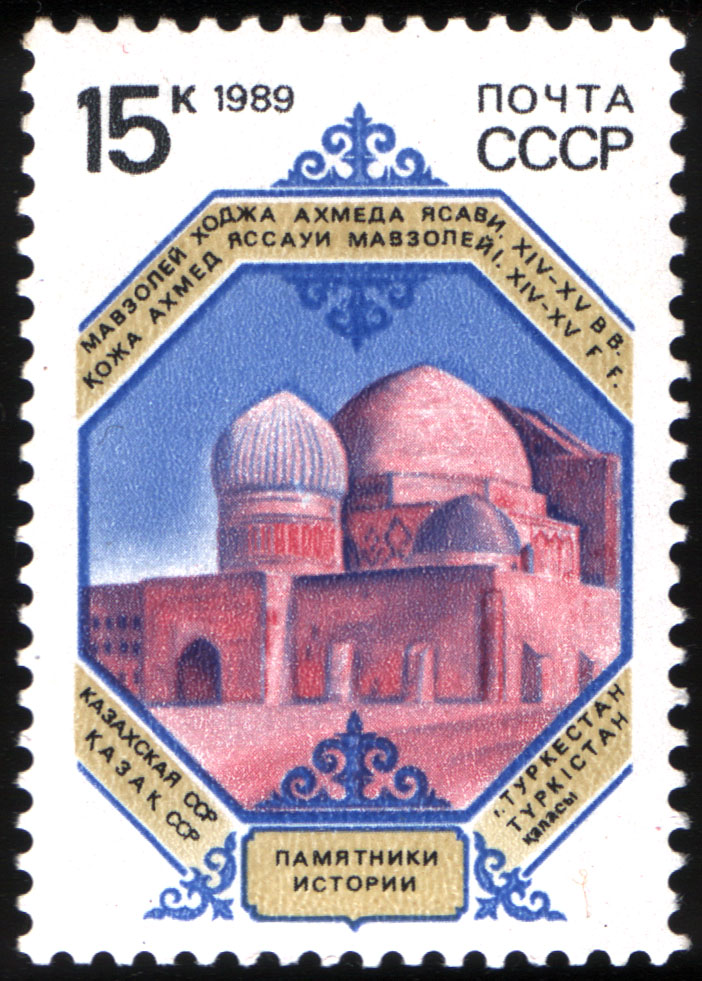
Почтовая марка СССР, 1989 год

- Международный казахско-турецкий университет имени Ходжи Ахмеда Ясави
- Международный аэропорт «Хазрет Султан» в Туркестане
- Сборная мечеть «Хазрет Султан» в Астане